# Cats
Cats (englisch Katzen) ist ein revueartiges Musical von Andrew Lloyd Webber, der die Musik schrieb. Die Texte stammen aus T. S. Eliots Gedichten aus Old Possum’s Book of Practical Cats; der Text zu Memory ist von Trevor Nunn. Es zählt zu den erfolgreichsten Musicals aller Zeiten.

## Produktionsgeschichte

### Entstehung
Der Text des Musicals basiert auf dem 1939 erschienenen, in England sehr populären Werk Old Possum’s Book of Practical Cats, einer für Kinder geschriebenen Gedichtsammlung von T. S. Eliot. Webber hatte 1977 damit begonnen, Gedichte aus diesem Zyklus zu vertonen. Er erwog die Idee, aus diesen Songs eine musikalische Anthologie zu schaffen, die auch im Fernsehen ausgestrahlt werden könnte. Dies motivierte ihn dazu, einige der Stücke im Sommer 1980 beim Sydmonton-Festival aufzuführen. 
Valerie Eliot, die Witwe des Schriftstellers, besuchte dieses Festival und brachte unveröffentlichte Gedichte von Eliot mit, die dieser nicht in sein Buch aufgenommen hatte. Dazu gehörte Grizabella, the Glamour Cat, also die vereinsamte und ausgeschlossene ehemalige Glamour-Katze. Nach Webbers Angaben brachte ihn dieses Gedicht auf die Idee, dem ganzen Werk eine durchgehende Handlung zu unterlegen – die es bei Eliot nicht gibt – und ein Musical daraus zu machen, in dem Grizabella die Hauptrolle spielen würde. Er begann, seine Songs für diesen neuen Zweck umzuschreiben.
Webber sprach nun den Regisseur Trevor Nunn, der damals die Royal Shakespeare Company leitete, auf die Idee an, den vertonten Gedichtzyklus in ein Musical umzusetzen. Webber und Nunn kooperierten bei der Ausarbeitung einer schlüssigen Handlung weiter mit Valerie Eliot, die sie mit Material aus Eliots Nachlass versorgte. Drei weitere unveröffentlichte Gedichte von Eliot wurden in das Libretto von Cats aufgenommen. 
Ein unfertiger Gedichtentwurf Eliots gab Webber und Nunn Anregungen für eine neue Einleitung des Songs The Naming of Cats, und schließlich brachte eine Bemerkung in einem Brief Eliots sie auf die Idee eines Ziels für eine abendfüllende Handlung, nämlich die Auswahl einer Katze für die Fahrt zum Heaviside Layer. Es handelt sich einerseits um eine Anspielung Eliots auf die noch relativ frische physikalische Entdeckung einer hochgelegenen Schicht der Erdatmosphäre, der Kennelly-Heaviside-Schicht, andererseits klingen darin die Ausdrücke „heaven“ (Himmel) und „lair“ (Lager eines Tieres) an („Lager auf der himmlischen Seite“; in der deutschen Übersetzung von Michael Kunze wird die physikalische Anspielung mit „sphärischer Raum“ aufgenommen).

### Memory
Im Verlauf der Proben zur Uraufführung kam es zu einer entscheidenden Ergänzung. Nunn war der Meinung, dass die Dramaturgie des Stückes einen emotionalen Höhepunkt benötige. Auf seinen Wunsch hin schrieb Webber das Stück Memory („Erinnerung“), für das Nunn den Text beisteuerte und dabei Verse und Ideen aus Rhapsody on a Windy Night verwendete, einem bereits 1911 geschriebenen Gedicht Eliots, das in keinem inhaltlichen Zusammenhang mit Old Possum’s Book steht. Das zu einem internationalen Hit gewordene Stück ist daher der einzige Song, der nur lose an ein Gedicht Eliots angelehnt ist.

### Produktionsdesign
Zur Realisierung zog Nunn den Kostüm- und Bühnenbildner John Napier hinzu, den er aufforderte, eine Anspielung auf Eliots berühmtes hochliterarisches Epos The Waste Land (Das wüste Land) im Schauplatz unterzubringen. Aus dieser Idee stammt nach Nunns Aussage der Ort der Handlung: ein Schrottplatz, dessen einzelne Bestandteile überdimensioniert sind, wodurch die menschlichen Darsteller in Katzenkostümen den Größenverhältnissen von Katzen angeglichen werden.
Das Make-up wird nach Originalfotos aufgetragen. Die aufwendigen Perücken werden für jeden Darsteller aus Büffelhaar handgeknüpft. Bei den Kostümen handelt es sich um eng anliegende Lycratrikots, die mit Sprühfarbe und traditioneller Pinseltechnik nach den Originalvorlagen Napiers bemalt werden. Auch tragen die Darsteller handgestrickte Arm- und Beinwärmer, die den Farben des jeweiligen Kostüms angepasst sind.

### Erfolge
Cats gewann 1983 sieben Tony Awards (Bestes Musical, Bestes Buch, Beste Musik, Beste Regie, Beste Lichtgestaltung, Beste Kostüme und Beste Darstellerin für Betty Buckley als Grizabella).
In Londons West End wurde das Musical 21 Jahre lang gespielt. Damit war Cats das am längsten gespielte Werk in der Geschichte des britischen Musicals (2006 abgelöst durch Les Misérables). Mit über 50 Millionen Zuschauern ist Cats eines der erfolgreichsten Musicals der Welt.
Der erfolgreichste Song Memory der räudigen alten Katze Grizabella wurde von vielen Sängern interpretiert; die bekanntesten Versionen stammen von Barbra Streisand, Pia Douwes, Angelika Milster und Elaine Paige.

## Einzelne Produktionen

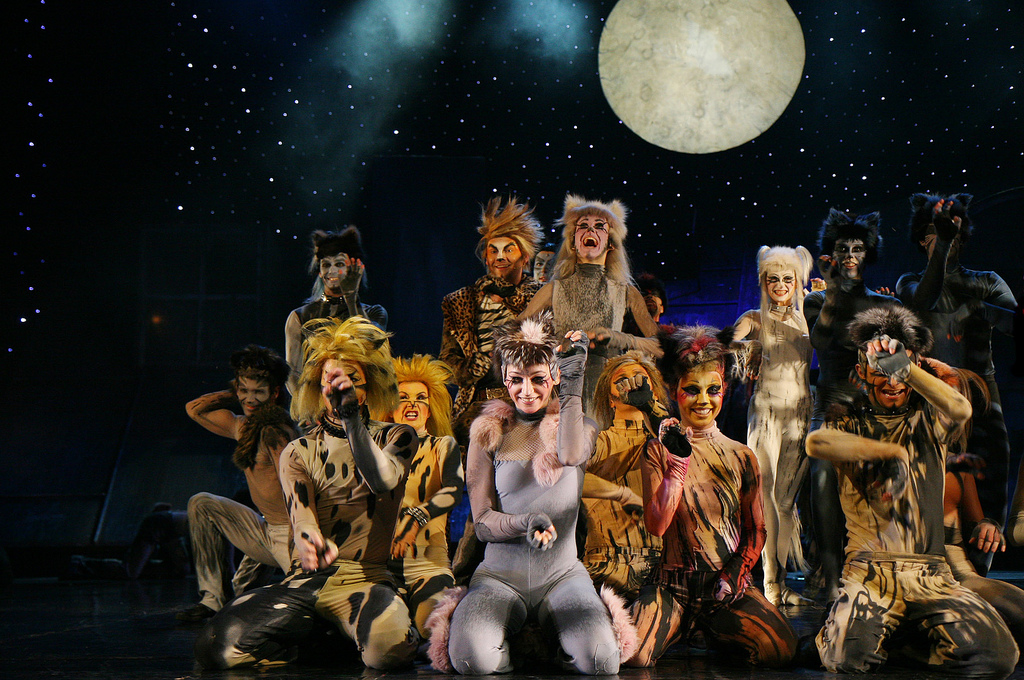
Cats in Warschau (2007)

### Weltpremiere in London
Die Uraufführung von Cats fand am 11. Mai 1981 im New London Theatre in London mit Elaine Paige, Brian Blessed, Paul Nicholas und Wayne Sleep in den Hauptrollen (sowie Sarah Brightman in einer Nebenrolle) statt. Produzent dieser Originalinszenierung war Cameron Mackintosh. Nach 9000 Vorstellungen fiel am 11. Mai 2002 in London der letzte Vorhang.
In dieser Originalversion waren sehr viele Katzen zu sehen; ab der Broadway-Fassung des Musicals entfielen bei den weltweiten Produktionen einige Figuren.

#### Original Cast
| Name              | Figur                          |
| ----------------- | ------------------------------ |
| Steven Wayne      | Admetus                        |
| Roland Alexander  | Alonzo/Rumpus Cat/Tumblebrutus |
| Peter Barry       | Bill Bailey                    |
| Stephen Tate      | Asparagus/Growltiger           |
| Geraldine Gardner | Bombalurina                    |
| Brian Blessed     | Bustopher Jones                |
| David Baxter      | Carbuckety                     |
| Seeta Indrani     | Cassandra                      |
| Donald Waugh      | Coricopat/Gilbert              |
| Sharon Lee Hill   | Demeter                        |
| Anita Pashley     | Electra                        |
| Julie Edmett      | Etcetera                       |
| John Chester      | George                         |
| Elaine Paige      | Grizabella                     |
| Susan Jane Tanner | Jellylorum/Griddlebone         |
| Sarah Brightman   | Jemima                         |
| Myra Sands        | Jennyanydots                   |
| Wayne Sleep       | Mr Mistoffelees/Quaxo          |
| John Thornton     | Mungojerrie/Macavity           |
| Jeff Shankley     | Munkustrap/Grumbuskin          |
| Brian Blessed     | Old Deuteronomy                |
| Paul Nicholas     | Rum Tum Tugger                 |
| Bonnie Langford   | Rumpleteazer                   |
| Ken Wells         | Skimbleshanks                  |
| Femi Taylor       | Tantomile                      |
| Finola Hughes     | Victoria                       |

### New York
Die Broadway-Premiere von Cats fand am 7. Oktober 1982 im Wintergarden Theatre in einer dem Original angenäherten Fassung (mit Betty Buckley als Grizabella und Ken Page als Old Deuteronomy) statt. Diese Produktion lief mit 7485 Shows bis zum 10. September 2000. Die Bühne war rund, Rampen führten in den Zuschauerraum hinein, und es gab „Bühnenplätze“ an den beiden Seiten. Das Growltiger-Schiff war als Prospekt gestaltet, die Brückenelemente wurden im Boden verankert. Außerdem war hier der gesamte Theatersaal in eine überdimensionale Müllhalde umgebaut worden – nicht nur die Bühne.
Für die Broadway-Version wurde das Lied Mungojerrie and Rumpleteazer umgeschrieben und The Ballad of Billy M'Caw durch die italienische Arie In una tepida notte ersetzt. Später wurde Mungojerrie and Rumpleteazer in erneut geänderter Fassung in London, in New York und bei allen anderen Produktionen aufgeführt.
Außerdem wurden einige Figuren umbenannt: Jemima, Bill Bailey, Carbucketty und Admetus hießen hier Sillabub, Tumblebrutus, Pouncival und Plato. Die Rollen Quaxo, Victor, Etcetera, Electra, George und auch die so genannten Chor-Katzen – die nur zusammen mit anderen Katzen zu sehen waren und keinen eigenen Charakter hatten – wurden vollständig gestrichen. Nachdem Cats am Broadway schloss, startete die National Tour IV, die durch Nordamerika und Teile Südamerikas tourte.

### Wien
Am 24. September 1983 gelangte Cats unter dem Intendanten Peter Weck im Theater an der Wien zur deutschsprachigen Erstaufführung. Die deutsche Übersetzung stammte von dem Produzenten und Texter Michael Kunze. Hier waren die Rollen unter anderem mit Angelika Milster, Steve Barton, Ute Lemper und Joachim Kemmer besetzt. 1988 zog das Musical ins Ronacher um und lief dort bis 1990. Die 2040 Vorstellungen fanden über 2,31 Millionen Besucher.
1995 kam Cats kurzzeitig im Rahmen der Cats-Eurotour wieder nach Wien. Hierbei war Pia Douwes als Grizabella zu sehen, die in dieser Rolle und auch in anderen Katzenkostümen bereits im Theater an der Wien und im Ronacher mitgewirkt hatte. 2011 war Cats im eigenen Theaterzelt in Wien, Neu Marx zu sehen. Von September 2019 bis Juni 2022 wurde es wieder im Wiener Ronacher aufgeführt.
Besetzung Wien
| Rolle                          | Wien                    | Wien Neuaufführung    |
| ------------------------------ | ----------------------- | --------------------- |
|                                | 1983                    | 2019                  |
| Alonzo / Rumpuscat             | Darryl Robinson         | George Maniadis       |
| Alt Deuteronimus               | Gordon Bovinet          | Rory Six              |
| Bill Bailey                    | David Forman            | Matthew Levick        |
| Bombalurina                    | Ute Lemper              | Birgit Arquin         |
| Gus/Growltiger/Bustopher Jones | Joachim Kemmer          | Felix Martin          |
| Carbuckety                     | Laszlo Czergezan        | Johnny Randall        |
| Cassandra                      | Laura Edmunds           | Anneka Dacres         |
| Coricopat                      | Calvann Cole            | Jan-Eike Majert       |
| Demeter                        | Jutta Bryde             | Giulia Vazzoler       |
| Electra                        |                         | Vicky Riddoch         |
| Jellylorum                     | Monica Solem            | Barbara Obermeier     |
| Grizabella                     | Angelica Milster        | Ana Milva Gomes       |
| Jemima                         | Martina Dorak           | Astrid Gollob         |
| Jenny Fleckenreich             | Valda Aviks             | Katharina Lochmann    |
| Macavity                       | Paul Welterlen          | Nicholas Li           |
| Mr. Mistoffelees               | Valentin Baraian        | Stephen Martin Allan  |
| Mungojerrie                    | Gregory Jones           | Andrea Luca Cotti     |
| Munkustrap                     | Steve Barton            | Alexander Auler       |
| Rumpleteazer                   | Buenaventura Braunstein | Anna Carina Buchegger |
| Rum Tum Tugger                 | Michael Howe            | Dominik Hees          |
| Skimbleshanks                  | F. Dion Davis           | Gerben Grimmius       |
| Tantomile                      | Lynnda Curry            | Petra Ilse Dam        |
| Victoria                       | Alexandra Young         | Hannah Kenna Thomas   |

### Budapest
Am 25. März 1983 erlebte Cats im Madách-Theater in Budapest seine ungarische Erstaufführung; seitdem wird das Stück in Ungarn ununterbrochen gespielt. Allerdings sind hier im Gegensatz zu den anderen Produktionen Bühnenbild und Kostüme komplett verschieden. Das Musical ist auch ein Teil des Szegediner Sommerfestivals geworden. Über 1300 Mal wurde diese Produktion gespielt. Am 7. November 2007 startete eine erneuerte Version im Madách-Theater mit wenigen Veränderungen.

### Hamburg

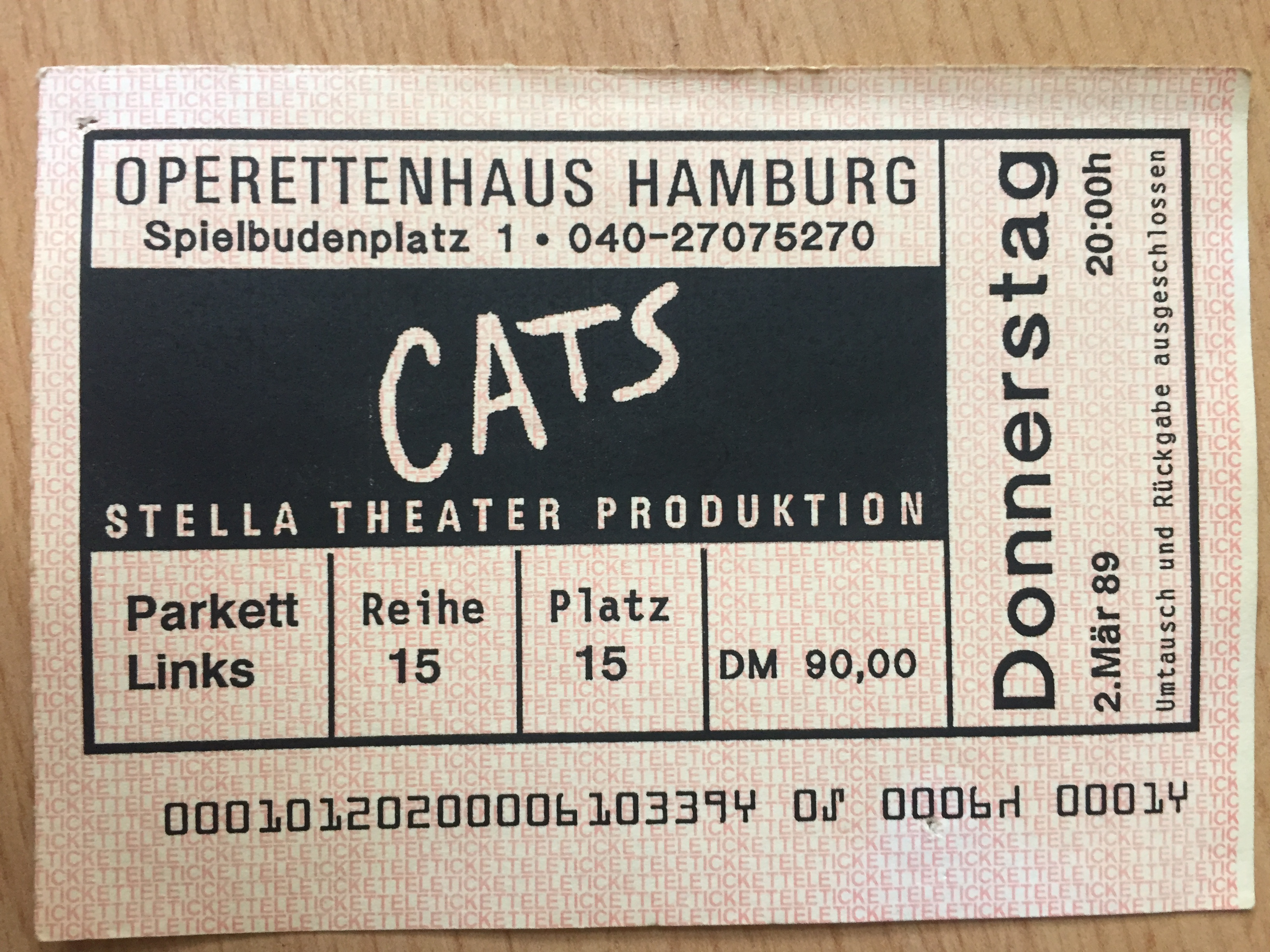
Eintritt 1989 in Hamburg, 90 DM

Am 18. April 1986 fand die Deutschlandpremiere im dazu umgebauten Operettenhaus in Hamburg statt. Das Stück lief dort fast fünfzehn Jahre lang. Hamburg war der weltweit neunte Aufführungsort. Für die Hamburger Version wurden die Kostüme teils geändert, und auch das Make-up der einzelnen Darsteller war aufwändiger gestaltet. Die Katzennamen wurden von der Broadway-Produktion übernommen, die in Wien verwendete Übersetzung aber nicht, sondern es wurde eine eigene angefertigt.
Die Inszenierung von Cats am Spielbudenplatz (als Teil des Vergnügungs- und Rotlichtviertels von St. Pauli und Reeperbahn) fiel in eine Zeit, in der zum Ende der 1980er Jahre dort weitere Theater  entstanden, und läutet zugleich die Entwicklung Hamburgs zur Musicalstadt ein. Die Hamburger Aufführung wurde von Friedrich Kurz produziert, der hierzu die Stella-Theater-Produktions-GmbH gegründet hat. Mit Rolf Deyhle wurde die Stella AG aufgebaut, unter der in Hamburg weitere Musicaltheater neu entstanden (jetzt zur Stage Entertainment gehörend).
In der Zeit vom 28. Dezember 2010 bis 5. März 2011 kehrte Cats, im Rahmen einer Tourneeproduktion auf dem Heiligengeistfeld in einem Zelt aufgeführt, zurück nach Hamburg.

### Deutsche Tourneeproduktion
Nach dem Ende von Cats in Hamburg 2001 wurde die Produktion nach Stuttgart in das Palladium Theater verlegt. Der Konkurs der Produktionsfirma Stella Entertainment führte dazu, dass eine Übernahme nach Düsseldorf nicht stattfinden konnte. Die Rechtsnachfolgerin Stage Holding, heute Stage Entertainment, brachte das Musical zuerst an das Theater am Potsdamer Platz in Berlin. Die Berliner Version wurde auf das Londoner Original zurückgeführt. 
Deshalb gab es Veränderungen der Kostüme, des Make-ups, der Choreografie und des Bühnenbilds. Außerdem kam hier die junge Katze Electra hinzu, die zuvor nur in London zu sehen war. Danach wandelte Stage Holding das Stück in eine Tourproduktion um, die zuerst im Capitol Theater in Düsseldorf zu sehen war und später in Hannover, Bremen, München, Dresden und Basel sowie 2006 erstmals in Leipzig und erneut in München und Basel. Ein aufgrund der vielen Spielorte während der insgesamt 20-jährigen Laufzeit in Deutschland interessantes Detail ist, dass der ehemalige Hamburger Studiomusiker und E-Bassist Jan Uwe Leisse der einzige Künstler ist, der an jedem Spielort der deutschen Cats-Produktion mitgewirkt hat. Bis zuletzt – zu dieser Zeit bereits seit vielen Jahren hauptberuflich als Anwalt tätig – half er auch auf der Tournee immer noch bei einzelnen Vorstellungen im Orchester aus.
Für die Tourproduktion wurde das Stück auf die Urfassung zurückgeführt und eine überarbeitete Version der Texte der Wiener Fassung verwendet. Die italienische Arie In Una Tepida Notte wurde durch Die Ballade von Billy M'Caw ersetzt, das in den ersten Jahren in der Londoner Originalinszenierung aufgeführt wurde. Das bisherige Bühnenbild wurde beibehalten, aus technischen Gründen verwandelt es sich bei Growltigers letzter Kampf jedoch nicht auf allen Bühnen in ein großes Piratenschiff (z. B. wird dies in München lediglich angedeutet, indem ein kleiner Mast mit Segel und ein Steuerrad auf die Bühne gebracht werden).

### Köln, Frankfurt
Eine Neuproduktion des Musicals wurde vom 12. November 2008 bis zum 14. Dezember 2008 im Musical Dome in Köln und anschließend vom 17. Dezember 2008 bis zum 9. Januar 2009 in der Alten Oper in Frankfurt am Main aufgeführt. Diese Version verwendete die englische Originalsprache. Dem deutschen Publikum wurde der Inhalt mit Untertiteln in Kurzform auf vier großen Leinwänden verständlich gemacht. Ausstattung und Bühnenbild entsprachen dem Original, lediglich bei Growltigers letztem Kampf wurde das Piratenschiff durch einen hochklappbaren Mast und ein auf die Bühne gebrachtes Steuerrad angedeutet.

### Weitere Produktionen
Jegliche Aufführungsrechte liegen bei Andrew Lloyd Webbers The Really Useful Company Limited. (Seite nicht mehr abrufbar. Suche in Webarchiven) Weltweit musste sich in der Vergangenheit jede Produktion weitgehend an die Vorgaben der Originalfassung halten. Inzwischen ist das Stück für komplette Neuinszenierungen freigegeben worden, da zumindest eine polnische Fassung namens Koty existiert, bei der das Stück auf die Dächer von Warschau verlegt wurde (im Gegensatz zu dem ansonsten verwendeten Schrottplatz- oder Hinterhof-Design). Für die erste Aufführung auf einer festen Bühne in Deutschland seit 2009 hat sich das Theater Koblenz die Rechte an Cats gesichert. Ab Juli 2015 war das Musical auf der Open-Air-Bühne der Festung Ehrenbreitstein zu sehen.
Die Freilichtbühne Tecklenburg führte das Musical ebenfalls in einer eigenen Inszenierungsversion auf, ebenso wie die Luisenburg-Festspiele in Wunsiedel 2016 und 2017.
Die erste deutschsprachige Amateuraufführung fand 2013 an der Ulstertalschule in Hilders/Rhön statt, weitere folgten, u. a. 2015 an der Landesmusikschule Gallneukirchen erstmals in Österreich. (Seite nicht mehr abrufbar. Suche in Webarchiven) Eine Besonderheit ist, dass es bei diesem Musical eigene, von den Autoren autorisierte Stückfassungen für Amateuraufführungen gibt. (Seite nicht mehr abrufbar. Suche in Webarchiven) Auch die Musicalgruppe der Goetheschule Wetzlar führte im Sommer 2024 eine eigene Version von Cats auf. 
Während bei der Uraufführung eine runde Bühne zum Einsatz kam, wurde für alle anderen Produktionen (außer Tokio und Australien-Tour) eine herkömmliche Guckkastenbühne verwendet, jedoch wurden jeweils auch der Zuschauerraum und das Publikum in die Aufführung mit einbezogen.

### Videoaufzeichnung
1998 erschien eine extra für VHS angefertigte Aufzeichnung, die Besetzung besteht aus Darstellern der Londoner und der Broadway-Produktionen, mit der Ausnahme von John Mills, der die Rolle des Gus übernahm. Allerdings fehlt hier Growltigers letzte Schlacht, da der fast erblindete Mills diesen Part nicht spielen konnte, Webber aber eine Aufzeichnung ohne Mills ablehnte. In den Hauptrollen sind Elaine Paige (Grizabella bei der Weltpremiere) und Ken Page (Old Deuteronomy bei der Broadway-Premiere) zu sehen. 
In weiteren Rollen spielen Michael Gruber (Munkustrap – der Erzähler), John Partridge (Rum Tum Tugger), James Barron (Bustopher Jones), Jacob Brent (Mistoffelees), Phyllida Crowley Smith (Victoria) sowie Veerle Casteleyn (Jemima) bei der Videoproduktion mit. Die Musik wurde mit einem 70-köpfigen Orchester neu eingespielt und die Choreographie eigens für Aufzeichnung angepasst. Im Gegensatz zur Erstinszenierung wurde für die Filmaufnahmen das Londoner Adelphi Theatre genutzt (mit Guckkastenbühne statt der runden Bühne). Später wurde der Film auf DVD wiederveröffentlicht.

### Neue deutsche Tourneeproduktion

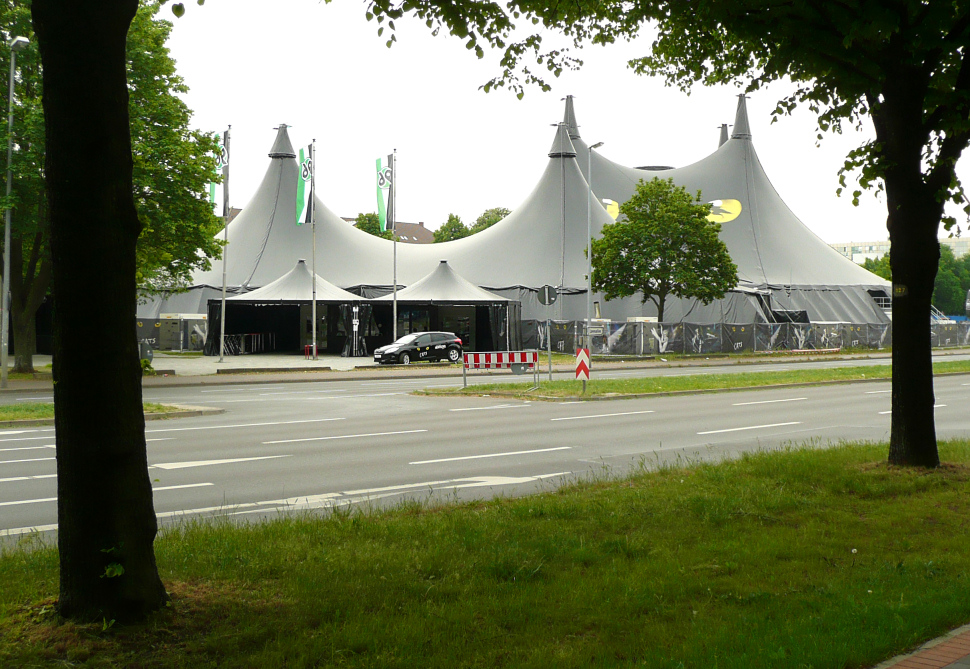
Cats-Theaterzelt in Hannover auf dem Waterlooplatz, 2011

Die neue deutsche Tourneeproduktion, produziert von BB Promotion und Mehr! Entertainment, feierte am 6. Januar 2011 Premiere in Hamburg. Die Tournee führte Cats unter anderem 2011 nach Hamburg, Berlin, Hannover, Mannheim, Luxemburg, Zürich und Bielefeld. Weitere Orte sind Oberhausen (2011/2012), danach folgten 2012 Wien, Köln, Stuttgart, Nürnberg. Die Tour war für eine Laufzeit von mindestens drei Jahren angelegt, weitere Tourneestationen ab 2013 waren München, Linz, Frankfurt und Graz. Gespielt wurde im eigenen Cats-Theaterzelt. Ende 2013 wurde das Theaterzelt schließlich an den Circus Flic Flac verkauft, der dieses zum ersten Mal für sein Weihnachtsprogramm in Aachen verwendete.

## Handlung

### Erster Akt
Jedes Jahr einmal kommt auf einer Londoner Müllkippe eine große Katzenschar zusammen, um den Jellicle Ball zu feiern. Nach der Ouvertüre kommen die Katzen nacheinander auf die Bühne und erzählen, was Jellicle-Katzen sind (Prolog: Jellicle Katzen). Danach erklären sie, wie schwierig es ist, einen geeigneten Namen für die Katzen zu finden (Die Namen der Katzen). Die junge, einzige rein weiße Katze Victoria eröffnet mit einem Tanz die Die Einladung zum Jellicle Ball. Kater Munkustrap erklärt, dass am Ende des Balls eine Katze erwählt wird, wiedergeboren zu werden und ein neues Katzenleben zu bekommen.
Als erstes wird Jenny Fleckenreich, die alte Gumbie-Katze, vorgestellt. Sie schläft den ganzen Tag, doch jede Nacht bringt sie den Mäusen und Kakerlaken Manieren bei (Die alte Gumbie-Katze). In diese Szene platzt der Rum-Tum-Tugger, der Rock-’n’-Roll-Kater, den die weiblichen Katzen sehr attraktiv finden (Der Rum-Tum-Tugger).
Da erscheint eine alte Katze: Es ist Grizabella. Einst war sie die berühmte und schöne Glamour-Katze, doch sie verließ den Clan, um die Welt zu entdecken. Nun wollen die Katzen sie nicht mehr annehmen. Einzig die Katzendame Demeter scheint sie zu vermissen. Grizabella zieht wieder von dannen. (Grizabella, der Katzenstar).
Bustopher Jones, der Dandy-Kater, ein fetter Kater, der sich in den Londoner Clubs wie zuhause fühlt, kommt vorbei und macht Jenny, der Gumbie-Katze, schöne Augen … (Bustopher Jones).
Plötzlich ertönt ein lauter Knall. Es ist Macavity, der einzig wirkliche Bösewicht unter den Katzen. Alle Katzen rennen davon. Nun kommen Mungojerrie und Rumpleteazer auf die Bühne. Die beiden Chaoten rauben der Familie, bei der sie wohnen, den letzten Nerv. Sie wohnen in Victoria Grove und klauen und zerstören alles, was ihnen zwischen die Krallen kommt (Mungo Jerry und Rumple Teazer).
Die Katzen spüren die Ankunft ihres Oberhaupts, Alt-Deuteronimus. Munkustrap und der Rum-Tum-Tugger erzählen von den vielen Leben und guten Taten des weisen Patriarchen (Alt-Deuteronimus).
Zu seiner Unterhaltung erzählt Munkustrap vom Kampf zwischen zwei rivalisierende Hundestämmen, und von der „Great Rumpus Katz“, die dem Streit ein Ende bereitete (Der Kampf zwischen den Pekinesen und Pollicles). Nachdem die Katzen durch einen zweiten Knall durch den Schurken Macavity aufgescheucht worden sind, beginnt jetzt der große Jellicle Ball (Das Lied der Jellicles/Jellicle Ball).
Nach dem Ball erscheint wieder Grizabella, wird jedoch auch wieder von allen allein gelassen und stimmt ihren Song Memory an (Grizabella (Reprise)/Erinnerung I).

### Zweiter Akt
Als Grizabella davongestolpert ist, kommen die Katzen wieder auf die Bühne, und Alt-Deuteronimus erinnert sich daran, was Glück wirklich ist. Dann animiert die jüngste Katze, Jemima, und die anderen Katzen, das Lied Memory anzustimmen (Glück/Erinnerung II).
Ein alter grauer Kater erscheint auf der Bühne. Es ist Gus, der Theater-Kater. Er erklärt mit Jellylorum, was er in der Theaterwelt alles bewirkt hat, und von seinem größten Erfolg: Growltiger (Gus, der Theater-Kater).
Die Szene wechselt blitzartig, und es wird die Geschichte von Growltiger (verkleideter Gus) erzählt, dem gefürchtetsten Piratenkater und seiner Geliebten Griddlebone (verkleidete Jellylorum) und Growltigers größten Feinden, den Siamesen, die die beiden überraschen; Griddlebone kann entkommen, aber Growltiger muss von der Planke springen … (Growltigers letzter Kampf, teils mit der italienischen Liebesarie In una tepida notte, teils mit der Ballade von Billy McCaw).
Gus kommt noch einmal, erkennt schluchzend, dass das Theater „nicht das ist, was es einmal war“, und verlässt die Bühne (Gus (Reprise)). Eine Katze liegt schlafend in der Ecke. Es ist Skimbleshanks. Er fährt immer mit dem Zug durch England und kümmert sich um die Zugreisenden (Skimble von der Eisenbahn). Ein letzter Knall ertönt: Nun erscheint der Bösewicht Macavity und entführt Alt-Deuteronimus.
Die Katzendamen Bombalurina und Demeter singen, was sie über Macavity (Macavity) wissen. Er erscheint, jedoch verkleidet als Alt-Deuteronimus. Demeter erkennt ihn, und die Katzen müssen mit ihm kämpfen. Schließlich gibt Macavity auf und verschwindet spurlos (Der Kampf mit Macavity).
Der Rum-Tum-Tugger meint, dass der Zauberkater Mr. Mistoffelees vielleicht helfen könnte. Er tut es; er zaubert Alt-Deuteronimus wieder herbei (Mr. Mistoffelees). Es kehrt Ruhe ein. Nun muss Alt-Deuteronimus die Jellicle-Wahl treffen. Dies wird von Jemima und Munkustrap angekündigt (Die Jellicle Wahl).
Doch Grizabella taucht noch einmal auf und singt den letzten Teil ihres Liedes Erinnerung (Memory). Grizabella will gehen, doch Victoria berührt sie, nun wird sie wieder angenommen und wird sogar von Alt-Deuteronimus ausgewählt, zum Heaviside-Layer aufzusteigen (Die Reise in den Sphärischen Raum).
Abschließend hält Alt-Deuteronimus noch eine bewegende Rede an die menschlichen Zuschauer (Finale: Wie spricht man eine Katze an).

## Nähere Charakterbeschreibung der einzelnen Figuren
Old Deuteronomy ist der weise, gütige und sehr alte Anführer der Jellicles. Er wird von allen Jellicles respektiert und geachtet, denn Old Deuteronomy ist es auch, der eine Katze aus dem Kreis der Jellicles erwählen wird, um ein neues Leben zu erhalten. Der Anführer strahlt daher viel Wärme, Aufmerksamkeit und Liebe aus.
Munkustrap ist der graue Tigerkater, der besonders durch seine imposante und mutige Art auffällt. Er selbst sieht sich wohl als Sprecher der Jellicles und bezieht, nach Old Deuteronomy, auch eine Anführerposition und wird in dieser respektiert, auch wenn sich die Kätzchen manchmal über sein stolzes Gehabe lustig machen und ihn imitieren. Später im Stück gibt es einen Kampf zwischen ihm und Macavity.
Macavity ist der Bösewicht unter den Katzen und versetzt die Jellicles mehrmals durch sein Erscheinen in Angst und Schrecken. Er soll bei zahlreichen Verbrechen der Drahtzieher sein und sich über menschliche Gesetze und sogar Naturgesetze hinwegsetzen.
Grizabella gehört zu den zentralen Charakteren des Musicals. Die einstige Glamour-Katze hat schon bessere Zeiten gesehen. Sie hat vor Jahren den Kreis der Jellicles verlassen und wird daher nicht mehr akzeptiert und dementsprechend schikaniert. Doch sie gibt die Hoffnung nicht auf und taucht immer wieder während des Balls auf, auch wenn sie bei den älteren Jellicles Missgunst erntet. Nur die jüngeren Kätzchen Jemima/Sillabub und Victoria sind an ihr interessiert, werden aber von den Älteren zurückgehalten. Grizabella wird letztlich erwählt, ein neues Katzenleben zu erhalten.
Demeter ist die Katze, die Macavity wirklich kennt, und ist ein vielschichtiger Charakter. Denn einerseits ist sie völlig aufgedreht und wild und andererseits auch völlig unauffällig und angespannt, wenn sie nach Macavity Ausschau hält. Sie warnt die anderen vor ihm, und sie ist es auch, die Macavitys Maskerade erkennt und entlarvt. Dem Anschein nach scheinen sie und der Bösewicht einmal so etwas wie eine Beziehung gehabt zu haben, was wohl auch der Grund dafür ist, weshalb Macavity versucht, sie zu entführen – was aber von Munkustrap und Alonzo verhindert wird. In den meisten Produktionen sind Munkustrap und Demeter ein Paar.
Bombalurina ist die Schwester von Demeter und unbestreitbar die Katze mit dem meisten Sexappeal. Sie wird daher meist von einer großen Darstellerin mit rauchiger und kräftiger Stimme verkörpert. Auffällig ist auch ihr rötliches „Fell“. Meist macht sie sich auf ihre unwiderstehliche Art an den Rum Tum Tugger heran, doch auch sie wird schon mal von ihm zurückgewiesen.
Rum Tum Tugger ist der wohl kurioseste und widerwilligste Charakter des Musicals. Er hat bei allen weiblichen Jellicles freie Wahl, denn die können sich der Faszination seines Hüftschwungs nicht entziehen – sehr zum Leidwesen der anderen Kater. Doch bei aller Komik und Show hat der Tugger auch eine ernste Seite, denn ähnlich wie Munkustrap bezieht er auch eine erklärende Rolle.
Etcetera gehört zu den jüngsten Jellicles und ist – ganz teenagergerecht – in den Rum Tum Tugger vernarrt. Allerdings erschien ihre Rolle nicht in allen Länderproduktionen. In der Verfilmung des Musicals ist sie jedoch zu finden. Sie ist leicht an einem fast weißen Kostüm mit dünnem Streifenmuster zu erkennen.
Electra ist ebenfalls eine der jungen Kätzchen und die Schwester von Etcetera und genau wie sie verrückt nach dem Tugger. Unter den weiblichen Kätzchen ist sie die frechste. In ihrer Darstellung ist sie so ziemlich das Negativ von Etcetera, da ihr Kostüm rot-schwarz und dunkler ist. Aber auch ihr Charakter ist für die Geschichte nicht von größerer Bedeutung, da ihre Rolle nur in London, Berlin, Düsseldorf, Mexiko und der Europa-Zelt-Tour zu sehen war. Auf dem Video ist sie aber dabei.
Jemima/Sillabub ist die jüngste der Jellicles, ist aber unter den Kätzchen der wichtigste Charakter, denn durch sie erfährt Grizabella, was Glück bedeutet. Sie singt gemeinsam mit Grizabella und öffneten den anderen die Augen. Der Charakter heißt in der englischen Originalversion Jemima, in anderen Versionen aber Sillabub. In manchen Produktionen beziehen sich die Namen allerdings auf verschiedene Charaktere (Wien und anfangs Broadway).
Tumblebrutus/Bill Bailey ist einer der jüngsten und quirligsten Kater und treibt daher mit seinem Kumpel Pouncival/Carbucketty nur Unfug. Seine überschüssige Energie entlädt er nicht selten in Flickflacks und Saltos. Zu unterscheiden von seinem Freund Pouncival/Carbucketty ist er durch einen braunen Fleck ums rechte Auge und ein geflecktes Kostüm. Beim Paartanz kommen sich er und Victoria sehr nahe. Im Video ist sein Name Tumblebrutus.
Victoria ist eine junge Jellicle und trägt nicht ganz ohne Grund den Namen der einstigen Königin. Sie ist eine ganz weiße Katze und springt daher sofort ins Auge. Ihre ausgezeichneten Tanzkünste darf sie in einem Solo unter Beweis stellen und lockt dadurch prompt Mr Mistoffelees herbei. Durch ihre Berührung wird Grizabella wieder in den Kreis der Jellicles aufgenommen.
Mr Mistoffelees/Quaxo ist der kleinste, aber mit Sicherheit auch der smarteste Kater. Fast ganz schwarz, still und schüchtern wirkend. Von allen Jellicles ist er der einzige mit magischen Kräften. Daher zaubert er auch Old Deuteronomy wieder herbei. Außerdem ist er ein exzellenter Tänzer und lädt daher, zusammen mit Victoria, zum Jellicle Ball.
Skimbleshanks ist der Eisenbahnkater vom Nachtexpress, der auf den Zugfahrten für Ordnung sorgt und standesgemäß eine Weste trägt. Er ist schon ein reiferer Geselle und wird als so etwas wie ein Onkel gesehen.
Mungojerrie und Rumpleteazer sind gemeinsam das frechste und unzertrennlichste Katzenpärchen, das man sich vorstellen kann. Die beiden haben buchstäblich nichts als Unfug im Kopf. Nichts ist vor den beiden sicher, auch nicht die teure Mingvase. Es lohnt sich, die beiden auf der Bühne im Blick zu haben, denn sie machen nur Unfug. Gerüchteweise arbeiten die beiden für Macavity.
Coricopat und Tantomile ist das Zwillingspärchen, das auf der Bühne hauptsächlich durch seine synchronen Bewegungen und gleichen Kostüme auffällt.
Cassandra ist die am mystischsten wirkende Jellicle. Sie unterscheidet sich von den anderen schon dadurch, dass ihr Kostüm völlig glatt und fast einfarbig ist; sie ist eine Siamkatze. Mr Mistoffelees wählt sie für seinen Zaubertrick aus.
Exotica ist in ihrer Erscheinung Cassandra sehr ähnlich. Allerdings ist ihre exotische Anmut für das Musical von keiner weiteren Bedeutung, Die Rolle wurde extra für das Video erfunden.
Jennyanydots/Jenny Fleckenfell (Gumbie Cat/Gumbiekatz): ist eine der älteren Jellicles und unterrichtet als Gumbiekatze Mäuse, denen sie Manieren beibringt. Aber auch unter den Katzen ist sie eine Art Lehrerin und übernimmt, ähnlich wie Jellylorum, für die Jüngsten Verantwortung.
Jellylorum ist eine der reiferen Jellicles und übernimmt für die jüngsten Kätzchen eine Art Mutterrolle. Gegenüber Grizabella ist sie sehr skeptisch und hält die anderen davon ab, ihr näher zu kommen. In der Szene mit Gus berichtet sie mit ihm zusammen von dessen Erfolgen.
Asparagus/Gus ist der alte und gebrechliche Theaterkater. Er erzählt von seinen Erfolgen, vor allem von seinem größten Erfolg als Growltiger dem Piraten, der in „Growltigers letzter Schlacht“ noch einmal zum Leben erweckt wird. In dieser Szene wird in einigen Produktionen (unter anderem in der Hamburger Version) auf der Bühne ein Schiff aufgebaut. In anderen Produktionen – auch im Video – ist dieses Schauspiel nicht zu sehen. Im Video gibt es hingegen einen jungen Asparagus.
Growltiger, eine alte Rolle von Gus, ist ein auf der Themse operierender Pirat. In „Growltigers letzter Schlacht“ wird ihm seine Feindschaft zu Siamkatzen zum Verhängnis.
Griddlebone, eine sehr vornehme weiße Katze, erscheint sowohl als die Gebliebte Growltigers, steht aber gerüchteweise auch in Verbindung mit Macavity.
Plato/Admetus ist ebenfalls einer der jüngeren Kater, zu unterscheiden von Pouncival/Carbucketty und Tumblebrutus/Bill Bailey ist er durch ein helleres Kostüm ohne Flecken um die Augen (nur an Wange und Stirn). Im Video ist er es, der zusammen mit Victoria den Paartanz vollführt, hier ist sein Name auch Plato.
Alonzo ist ein großer Kater, der Demeter vor Macavity rettet. Auffällig ist der schwarze Fleck um das linke Auge, auch sein Kostüm ist meist schwarz-weiß oder leicht variierend braun-weiß gefleckt.
Bustopher Jones/Bistopher Mürr ist ein bereits gesetzter, aber sehr vornehmer Jellicle. Allem Anschein nach ist der Mensch sein großes Vorbild, denn er versucht sich dementsprechend zu kleiden. Er verbringt seine Zeit gern in den berühmtesten Bars und Restaurants in ganz London. Dass er guten Speisen nicht abgeneigt ist, lässt sich nur schwer übersehen. Von den anderen Jellicles wird er respektvoll geachtet. Besonders Jennyanydots findet den dicken Herren sehr anziehend.

## Musik

### Titelliste
Die folgende Liste führt die Titel der aktuellen Version (Modernisierung der Wiener Fassung) von 2002 (übersetzt von Michael Kunze) sowie in Klammern diejenigen der Hamburger Version von 1986 (übersetzt von John Baer, Sabine Grohmann und Marc Henning) auf:

#### 1. Akt
- Ouvertüre
- Prolog: Jellicle Songs für Jellicle Cats (Prolog: Jellicle Songs für Jellicle Katz') – Ensemble
- Die Namen der Katzen (Das Benennen von Katzen) – Ensemble
- Die Einladung zum Jellicle Ball
- Die Gumbie-Katze (Die alte Gumbie-Katze) – Jenny Fleckenreich, Munkustrap, Bombalurina, Jellylorum, Demeter
- Der Rum Tum Tugger – Rum Tum Tugger mit Ensemble
- Grizabella, der Katzenstar (Grizabella, die Glamour-Katz') – Grizabella, Demeter, Bombalurina
- Bustopher Jones (Bistopher Mürr) – Bustopher Jones, Jenny, Bombalurina, Jellylorum
- Mungojerrie und Rumpleteazer – Mungojerrie und Rumpleteazer
- Alt-Deuteronimus (Old Deuteronomy) – Munkustrap, Rum Tum Tugger, Alt-Deuteronimus
- Der Kampf zwischen den Pekinesen und Pollicles (Von der furchtbaren Schlacht zwischen den Pekies und Pollicles und das Marschlied der Pollicle Hunde) – Munkustrap, Pekinesen, Pollicles, Kater Rumpum
- Lied der Jellicles – Ensemble
- Jellicle Ball
- Grizabella (Reprise)
- Erinnerung – Grizabella

#### 2. Akt
- Momente des wahren Glücks – Alt-Deuteronimus und Jemima mit Ensemble
- Gus, der Theater-Kater – Gus, Jellylorum
- Growltigers letzter Kampf (Growltigers letzte Schlacht) * - Growltiger, Griddlebone, Dschingis, die Crew (bestehend aus Skimbleshanks, Rum Tum Tugger, Misto, Munkustrap, Alonzo/Victor), die Siamesen
- Skimble von der Eisenbahn (Skimbleshanks) – Skimble mit Ensemble
- Macavity – Demeter, Bombalurina
- Mr. Mistoffelees – Rum Tum Tugger mit Ensemble
- Erinnerung – Munkustrap, Jemima, Grizabella
- Die Reise in den sphärischen Raum (Die Reise zum Heaviside Layer) – Ensemble
- Wie spricht man eine Katze an (Über das Ansprechen von Katzen) – Alt-Deuteronimus mit Ensemble

### Einspielungen
Von Cats wurden folgende Aufnahmen veröffentlicht:
- London: Gesamtaufnahme und Höhepunkte
- Broadway: Gesamtaufnahme und Höhepunkte
- Wien: Höhepunkte (1983) und Live-Gesamtaufnahme (2021)
- Budapest (Macskák): Höhepunkte
- Sydney: Gesamtaufnahme
- Tokio: Gesamtaufnahmen und Höhepunkte
- Oslo: Höhepunkte (war nur im Theater erhältlich)
- Hamburg: Live-Gesamtaufnahme
- Amsterdam: Live-Gesamtaufnahme
- Paris: Gesamtaufnahme
- Mexiko-Stadt: Höhepunkte
- Warschau (Koty): Höhepunkte
- Prag: Höhepunkte (unveröffentlicht)
- Moskau: Höhepunkte (nur zu Werbezwecken)
- Niederlande-Tour: Live-Höhepunkte
- Italien: Höhepunkte
- USA: Karaoke-CD (Höhepunkte)

## Verfilmungen
Das Musical wurde 1998 von David Mallet als Cats verfilmt und als Direct-to-Video-Film veröffentlicht. Der Film wurde im Londoner Adelphi Theatre gedreht. Elaine Paige war als Grizabella zu sehen, John Mills als Gus, Ken Page als Old Deuteronomy und Michael Gruber als Munkustrap.
Eine zweite Verfilmung entstand 2019 unter der Regie von Tom Hooper. Der Filmstart in den USA und dem Vereinigten Königreich war am 20. Dezember 2019, in Deutschland lief der Film am 25. Dezember 2019 an. Jennifer Hudson übernahm die Rolle der Grizabella, Taylor Swift ist als Bombalurina zu sehen, James Corden als Bustopher Jones, Judi Dench als Old Deuteronomy, Jason Derulo als Rum Tum Tugger, Idris Elba als Macavity, Ian McKellen als Gus, Rebel Wilson als Jennyanydots und Francesca Hayward als Victoria.